# Jan Amor Tarnowski

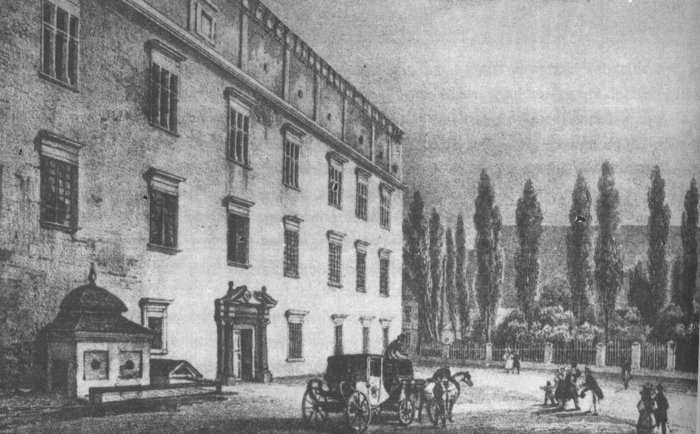
Pałac Jana Tarnowskiego w Krakowie przed pożarem (później Wielopolskich)

Jan Amor Tarnowski herbu Leliwa, łacińska forma nazwiska Joannes Tarnovius (ur. 1488 w Tarnowie, zm. 16 maja 1561 w Wiewiórce) – pamiętnikarz, teoretyk wojskowości, mówca, kasztelan krakowski od 1536, wojewoda krakowski od 1535, wojewoda ruski od 1527, kasztelan wojnicki od 1522, starosta sandomierski, lubaczowski, stryjski, chmielnicki, w latach 1527–1533, 1539–1546, 1547–1551, 1554–1555 i 1557–1559 dzierżył buławę hetmana wielkiego koronnego.

## Życiorys
Jan Tarnowski, syn Jana Amora Iuniora i Barbary z Rożnowa, wnuczki Zawiszy Czarnego, pochodził z wpływowej szlacheckiej rodziny Leliwitów Tarnowskich posiadającej status senatorski. Wychowywał się na dworach kardynała Fryderyka Jagiellończyka oraz królów Jana Olbrachta, Aleksandra i Zygmunta Starego. Otrzymał wszechstronne, klasyczne, humanistyczne wykształcenie, także militarne.

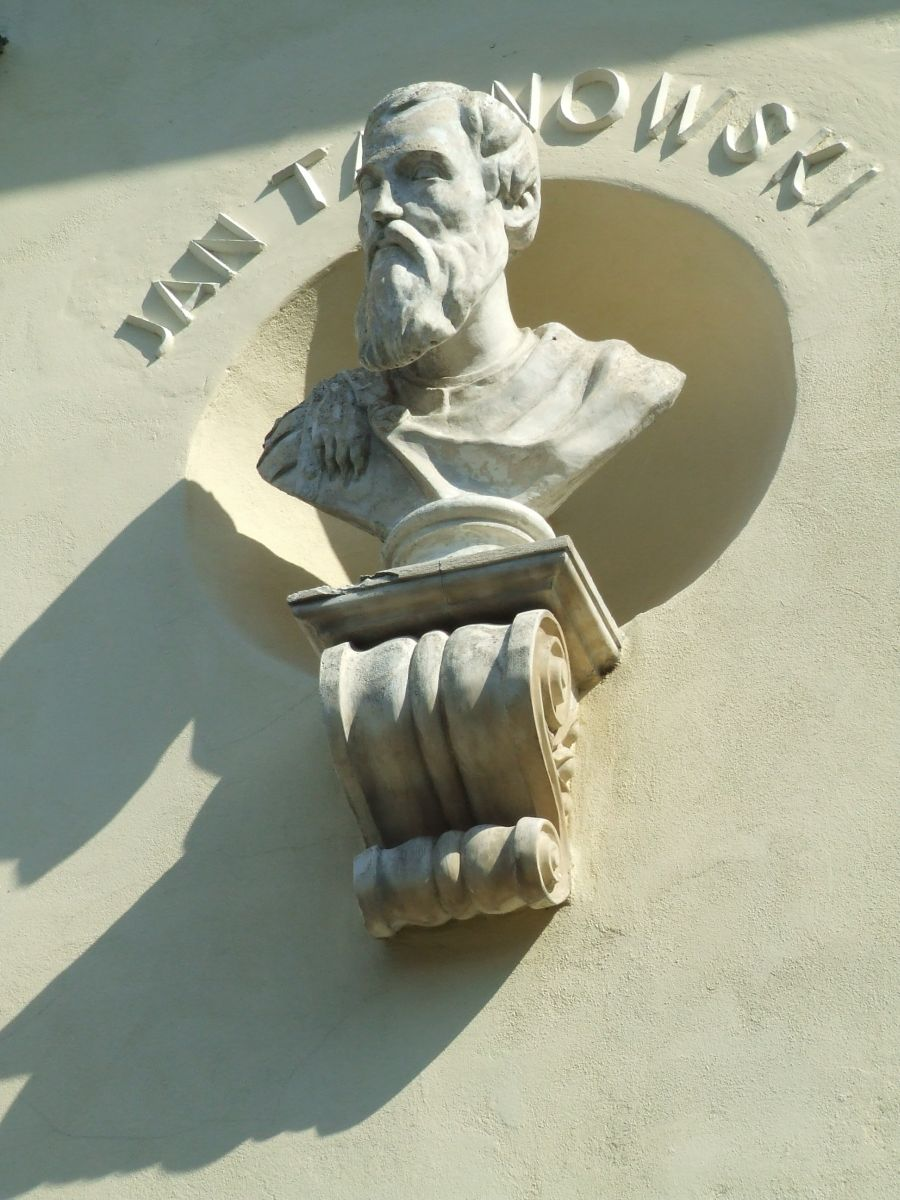
Popiersie na Pałacu Ursynowskim

W 1501 przyjechał na sejm do Piotrkowa jako dworzanin królewski. W czasie wojny litewsko-moskiewskiej 1507-1508 jako rotmistrz dowodził zacieżną chorągwią jazdy. Brał udział w wyprawie do Mołdawii w 1512 gdzie dowodził chorągwią jazdy. W czasie wojny litewsko-moskiewskiej 1512-1522 na czele hufca ochotniczego wziął udział w bitwie pod Orszą.
W związku ze śmiercią najstarszego brata od 1514 zajmował się sprawami spadkowymi i gospodarowaniem rodzinnym majątkiem. Odtąd też trwały: jego spór z siostrzeńcem Piotrem Kmitą i żale względem dworu. W 1515 brał udział w zjeździe Jagiellonów z Habsburgami w Wiedniu, ale tylko jako dworzanin. W 1517 dwór królewski odstręczył Jana Amora od uczestnictwa w wojnie z Moskwą. W tym też roku zmarła jego matka.

### Podróże
W latach 1518–1520, by dopełnić swe wykształcenie, podjął zwyczajową podróż po świecie. Odwiedził Bliski Wschód, w tym Syrię, Palestynę, Egipt, Grecję, Turcję i oczywiście Ziemię Świętą. W 1518 pasowany został w Jerozolimie na rycerza jerozolimskiego. Zwiedził także Zachodnią Europę. W Portugalii król Manuel I Szczęśliwy, pasował go na rycerza. Tarnowski wziął udział w wyprawie przeciwko Maurom.

### Kariera wojskowa
16 lutego 1520 w Toruniu omawiał z królem plany podboju zbuntowanych Prus Zakonnych. Jan Amor Tarnowski był autorem zwycięskiej strategii militarnej w tej wojnie, choć zastosował ją hetman Mikołaj Firlej. Osobiście uczestniczył w wojnie polsko-krzyżackiej 1519-1521, m.in. w czasie oblężenia Królewca w 1520 roku.
Jako hetman zaciężny polski w 1521 roku na czele 4000 żołnierzy posiłkował Ludwika Jagiellończyka. Jako zwolennik koalicji antytureckiej, wziął udział w wojnie habsbursko-tureckiej w roku 1521. W 1524, w potyczce pod Lwowem, rozbił zagon turecki. W 1528, na swoim zamku w Tarnowie, gościł przez pół roku wygnanego króla Węgier, Jana Zápolyę. W 1531 był autorem świetnego zwycięstwa w bitwie pod Obertynem, w wojnie z hospodarem mołdawskim Piotrem Rareszem.
W czasie wojny litewsko-moskiewskiej 1534-1537 dowodził, w 1534, polsko-litewską wyprawą na Moskwę. Jako hetman polskich wojsk zaciężnych dowodził w kampanii 1535 roku pięcioma tysiącami żołnierzy. Wsławił się wówczas zdobyciem Homla oraz oblężeniem i zdobyciem Staroduba (1535), po zdobyciu którego na jego rozkaz wymordowano ok. 1400 jeńców wojennych. W 1538 roku, w czasie wojny z Mołdawią, oblegał zamek w Chocimiu.

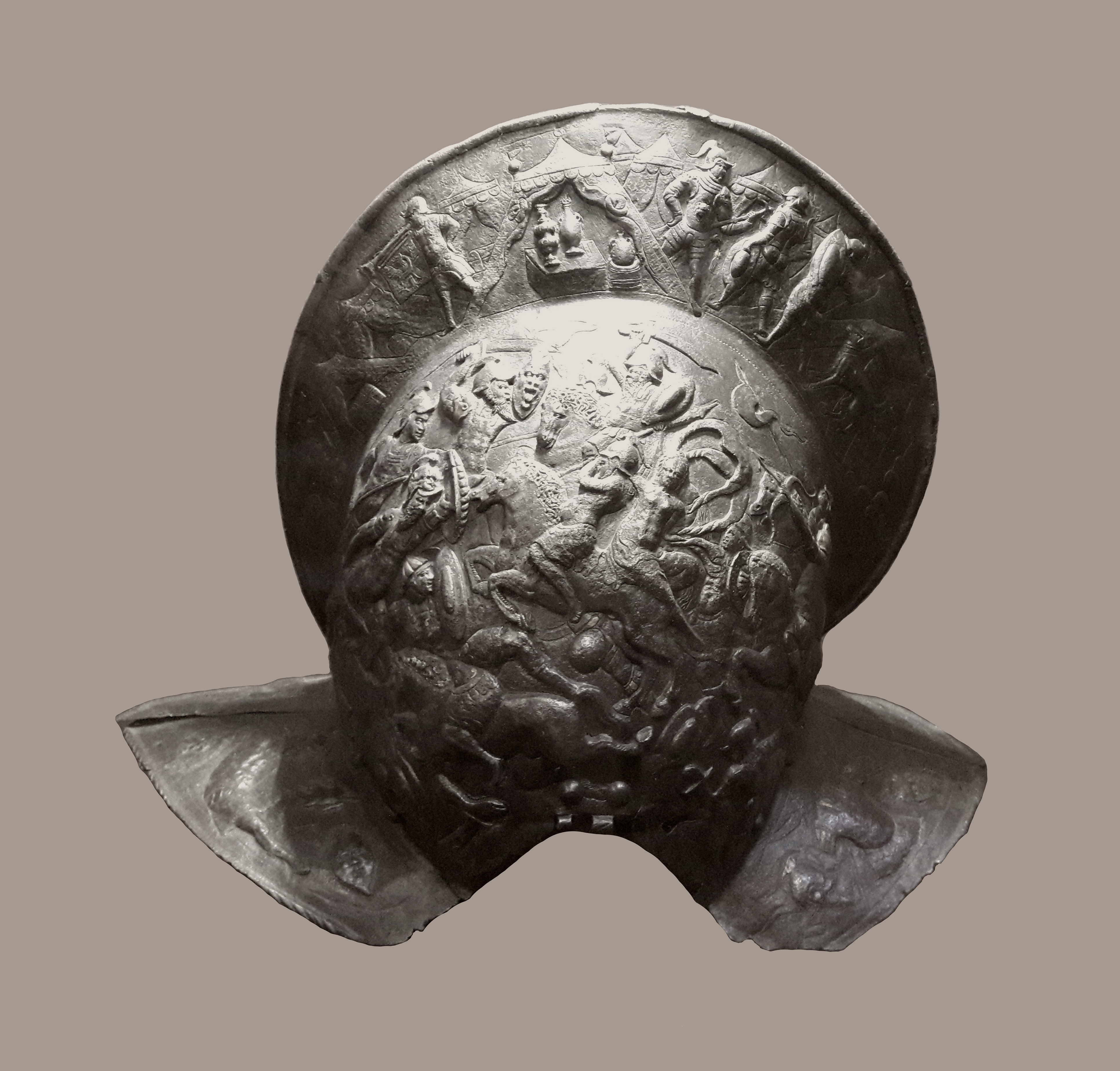
Szturmak hetmana wielkiego koronnego Jana Tarnowskiego

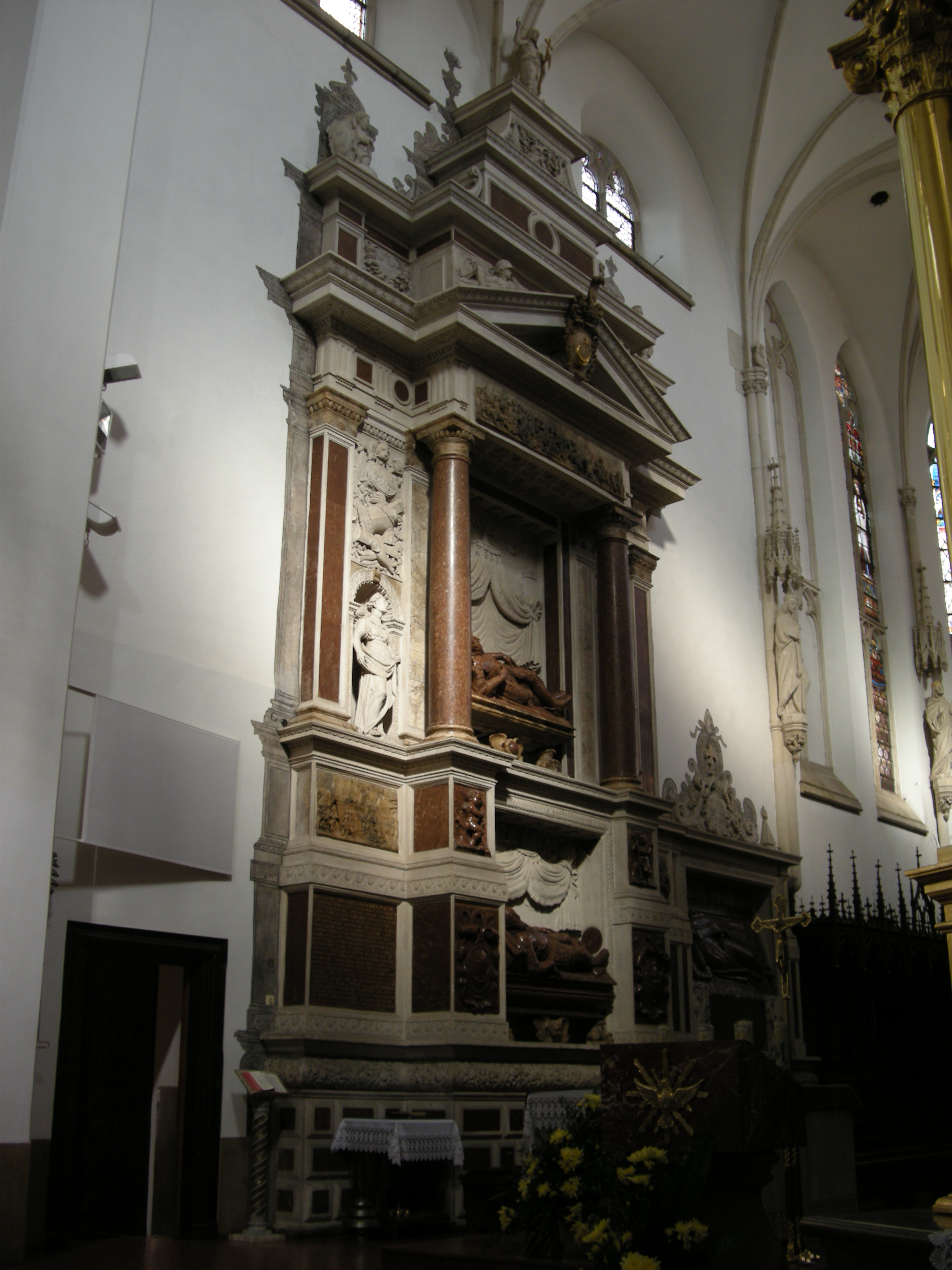
Pomnik nagrobny hetmana Jana Amora Tarnowskiego i jego syna Jana Krzysztofa w bazylice katedralnej w Tarnowie

Jan Amor Tarnowski zmienił organizację wojska polskiego ze średniowiecznej, w odpowiadającą współczesnym mu metodom walki (zorganizowane przemieszczanie się armii oparł na taborach wzorowanych na husyckich). Stworzył służby sztabu generalnego nowoczesnej armii, artylerię konną, szpitale polowe finansowane z funduszy królewskich, korpus szancknechtów (saperów), oddziały logistyczne, zajmujące się kierowaniem ruchem taborów i zakładaniem obozów, którymi dowodził probantmaster, zwany później oboźnym. Wprowadził kodeks dyscypliny wojskowej – „akty hetmańskie; sądy wojskowe oraz instytucję kapelanów wojskowych. Inwestował też w wydobycie i obróbkę metali w Polsce, co mogło mieć znaczenie dla zdolności obronnych. W swoim traktacie Consilium rationis bellicae jako pierwszy opisał sposób, który pozwalał piechocie na ciągłość ognia salwami przez wykorzystanie szyku naprzemiennego.
W polityce wewnętrznej cieszył się popularnością wśród szlachty, jednak sprzeciwiał się wzrostowi liczby przywilejów szlacheckich. Był zwolennikiem prowadzenia aktywnej polityki militarnej i ekspansji nie na Węgrzech, jak stronnictwo narodowe, lecz zgodnie z tradycją rodzinną nad dolnym Dunajem przeciwko Turcji. Wielka ambicja i z trudem zdobywane zaszczyty spowodowały, że stał się drażliwy i opozycyjnie nastawiony do dworu królewskiego. Pomimo tego jednak, że niezbyt dobrze rozumiał się z Zygmuntem Starym i królową Boną, to w czasie tzw. wojny kokoszej stanął przy królu. W polityce był stronnikiem Habsburgów, często wbrew interesom Rzeczypospolitej (np. napad na Oczaków w 1545). Lepsze stosunki miał z jego synem, królem Zygmuntem II Augustem; wsparł go w trudnej sytuacji związanej z jego związkiem z Barbarą Radziwiłłówną.
Był znakomitym administratorem, nie tylko budżetu hetmańskiego, lecz także swych prywatnych dóbr. Dzięki temu został jednym z najbogatszych panów w Królestwie: miał w swoich dobrach prywatnych 5 miast i około 120 wsi.
Był mecenasem literatury. Należał do Zakonu Rycerskiego Grobu Bożego w Jerozolimie. W 1540 na mocy przywileju Zygmunta I Starego doprowadził do założenia Tarnopola.
W 1545 arcybiskup gnieździeński Piotr Gamrat nadał hetmanowi Tarnowskiemu breve papieskie z odpustami i przywilejami nadanymi przez papieża Pawła III w 1535, natomiast w 1547 został obdarowany przez cesarza Karola V dyplomem hrabiów Świętego Cesarstwa Rzymskiego – tytuł ten miał dotyczyć hetmana oraz jego potomków.
Ostatnie lata życia spędził w Wiewiórce, tam też zmarł 16 maja 1561 roku. 18 sierpnia 1561 roku został pochowany w krypcie tarnowskiej kolegiaty, obecnie bazyliki katedralnej.

## Twórczość
Jan Tarnowski był autorem dzieła Consilium rationis bellicae (Rada sprawy wojennej, 1558), które było wykładnią współczesnej, polskiej techniki wojskowej. Na książce tej wychowały się kolejne generacje dowódców wojskowych Rzeczypospolitej. Dokonał także kompilacji pt. Ustawy prawa ziemskiego polskiego, dla pamięci lepszej krótko i porządnie ze statutów i z konstytucyj zebrane, z przydatkiem: O obronie koronnej, i o sprawie i powinności urzędników wojennych, Jego M. Pana Jana Tarnowskiego niekiedy kasztelana krakowskiego, etc., etc., temi czasy rycerskiemu stanowi barzo potrzebne. Był również autorem dziennika podróży do Ziemi Świętej: Terminatio ex itinerario Illustris et Magnifici Domini Joanis Comitis in Tarnow Castellani Cracoviensis Supremi exercituum Regni Poloniae Ducis, Venetiis ad Terram Sanctam proficientis (Tytuł przydany później i przez kogo innego)
Jan Kochanowski jego osobie poświęcił pieśń O śmierci Jana Tarnowskiego, pisał też do niego i o nim w elegiach.

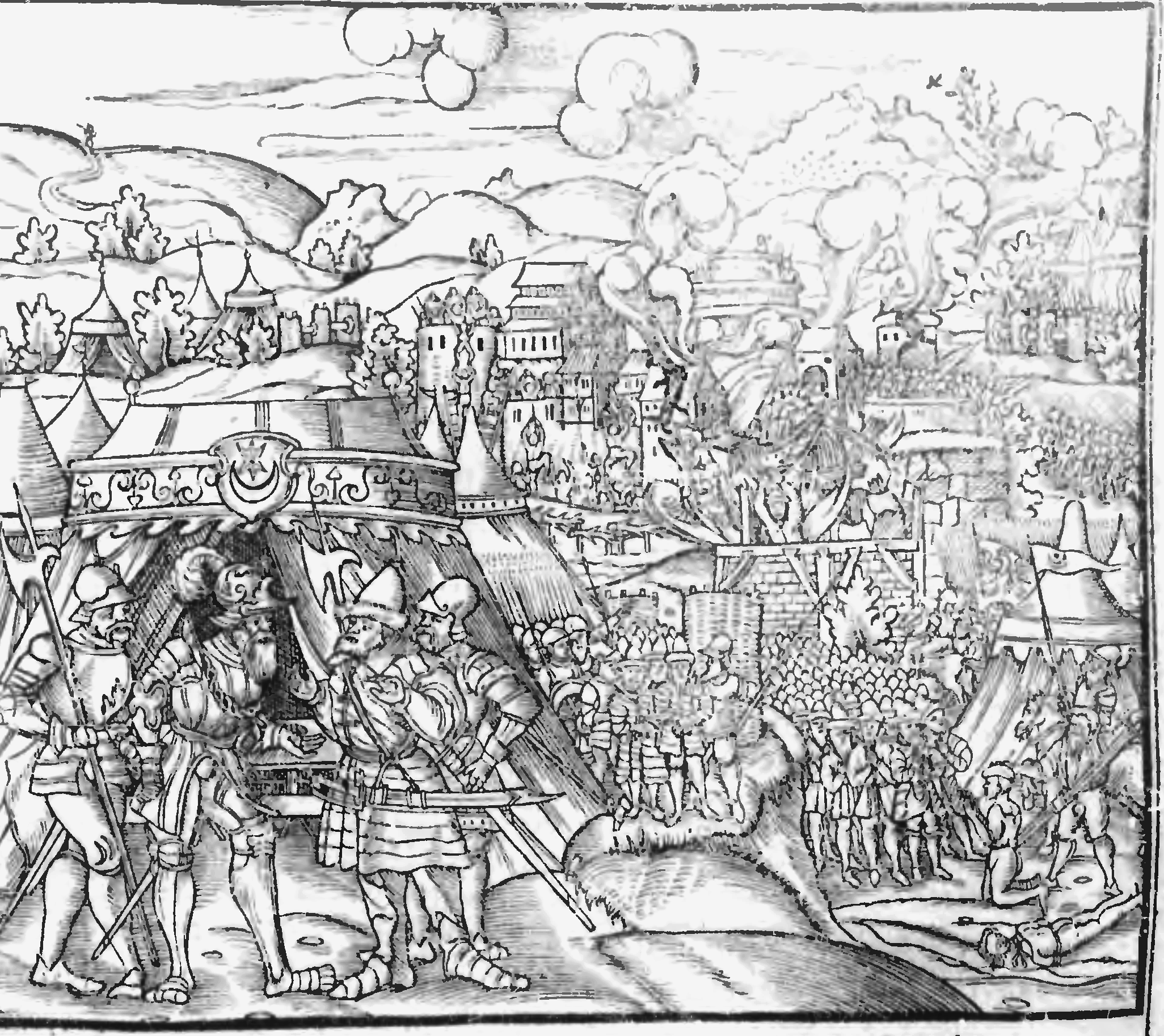
Hetman Jan Tarnowski podczas oblężenia Staroduba 1535, drzeworyt z Kroniki wszystkyego swyata Marcina Bielskiego

### Ważniejsze dzieła
- Terminatio ex itinerario, fragmenty ogł. K. Hartleb „Itinerarium J. Tarnowskiego z pobytu w Ziemi Św. z r. 1518”, Kwartalnik Historyczny 1930; rękopis: Biblioteka Czartoryskich, Teki Naruszewicza nr 33, r. 1518 (dziennik podróży do Ziemi Świętej w roku 1517; cz. 1 po łacinie, cz. 2 po polsku)
- Pouczenie hetmana podskarbiemu koronnemu dane, powst. 1528, ogł. S. Kutrzeba „Polskie ustawy i artykuły wojskowe od XV do XVIII wieku”, Kraków 1939, PAU Archiwum Komisji Historii Wojskowej nr 3, s. 38–39
- 4 mowy z roku 1537, przytacza S. Orzechowski Annales, Dobromil 1611 i wyd. następne
- 2 mowy (pt. Głos... miany... na sejmie piotrkowskim 1548 roku; Mowa... na sejmie lubelskim 1554 miana), wyd. A. Małecki „Wybór mów staropolskich”, Kraków 1860, Biblioteka Polska, seria V, zeszyt 6-8, s. 33–34
- Consilium rationis bellicae, Tarnów 1558, drukarnia Łazarz Andrysowic; przedr. M. Malinowski Stanisława Łaskiego, wojewody sieradzkiego, prace naukowe i dyplomatyczne, Wilno 1864, s. 173–249; wyd. homograficzne A. Piliński, Poznań 1879; pt. „Zasady sztuki wojskowej”, Lwów 1882, Biblioteka Mrówki nr 147 (traktat w języku polskim o sztuce wojennej; przeróbka pt. O obronie koronnej)
- Artykuły wojenne, ogł. I. Polkowski „Sprawy wojenne króla Stefana Batorego. Dyjaryjusze, relacyje, listy i akta z lat 1576–1586”, Kraków 1887, Acta Historica Res Gestas Poloniae Illustrantia, t. 11, s. 240 nn.; tu m.in. Oprawianie zamków albo miast, powst. przed 1561; przedr. S. Kutrzeba „Polskie ustawy i artykuły wojskowe od XV do XVIII wieku”, Kraków 1939, PAU Archiwum Komisji Historii Wojskowej nr 3, s. 313–319; obszerne fragmenty przedr. Z. Spieralski „Polska sztuka wojenna w latach 1454–1562”, Warszawa 1958, Wypisy Źródłowe do Historii Polskiej Sztuki Wojennej, zeszyt 4, Prace Komisji Wojskowo-Historycznej MON, seria Popularna, s. 107–111 (autorstwo prawdopodobne zdaniem S. Kutrzeby)
- De bello cum iuratissimis Christianae fidei hostibus Turcis gerendo disputatio sapientissima, Würzburg 1595, drukarnia G. Fleichsamnn (wyd. J. G. Schedius wraz z objaśnieniami; dysputacja spisana przez Jana Strasiusa w roku 1552 i dedykowana Karolowi V); wyd. następne: Selectissimarum orationum et consultationum de bello Turcico variorum et diversorum auctorum libri XIV, Frankfurt 1598-1599; także wyd. 2, t. 4, cz. 2, Lipsk (1595), s. 1–17; Conring De bello contra Turcas gerendo, 1664 (zdaniem Z. Spieralskiego jest ono dziełem J. Strasiusa, wysłannika Karola V, spisanym na podstawie rozmów z Tarnowskim)
- O obronie koronnej i o sprawie i powinności urzędników wojennych, Kraków 1579, drukarnia Łazarzowa (wyd. wraz z: Ustawy prawa ziemskiego polskiego... utworem przypisywanym Janowi Palczowskiemu); przedr.: M. Malinowski Stanisława Łaskiego, wojewody sieradzkiego, prace naukowe i dyplomatyczne, Wilno 1864, s. 173–249; wyd. K. j. Turowski, Kraków 1858, Biblioteka Polska, zeszyt 133-134 (przeróbka utworu De bello cum... Turcis gerendo...)
- Kronika polska, utwór zaginiony.

### Wydanie zbiorowe
- Dzieła, wyd. K. J. Turowski, Kraków 1858, Biblioteka Polska, zeszyt 167 (zawartość: Consilium rationis bellicae, De bello cum... Turcis gerendo...).

### Listy i materiały

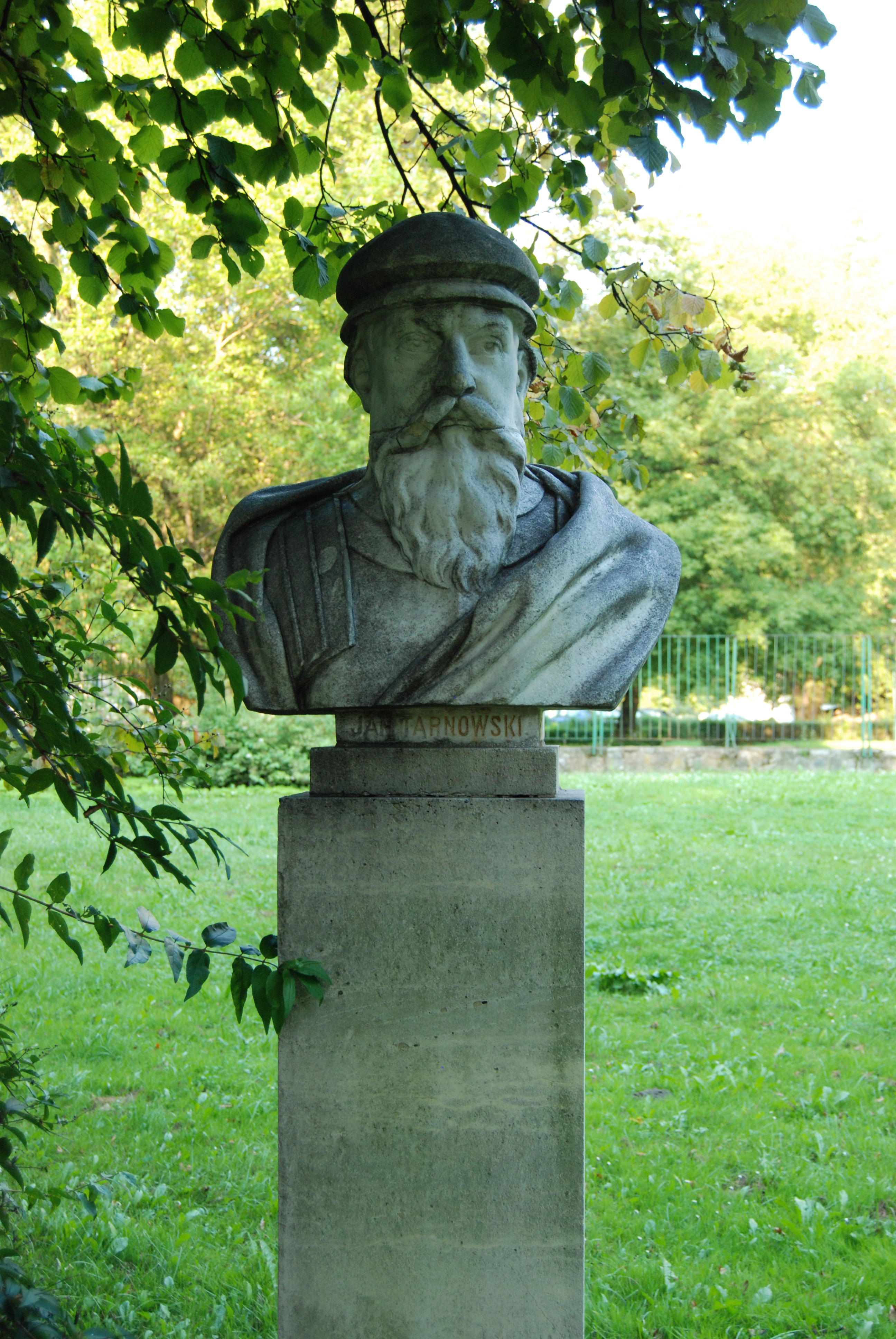
Popiersie w parku im. Henryka Jordana w Krakowie

- Listy z lat 1530–1534 do: Albrechta – księcia pruskiego, królowej Bony, J. Dantyszka, Maurycego Ferbera – biskupa warmińskiego, Ferdynanda – króla czeskiego i węgierskiego, M. Nipszyca, Zygmunta Starego i in., wyd. Acta Tomiciana, t. 12 (1906) – t. 16, cz. 1-2 (1961) passim.
- Odpowiedź na list P. Tomickiego, wysłana na ręce Pawła Krassowskiego, dat. w Krakowie 31 marca 1533, wyd.: A. Przezdziecki Jagiellonki polskie XVI w., t. 5, Kraków 1878, Dod. s. 4–8 (pod r. 1526); W. Pociecha Acta Tomiciana, t. 15 (1957), s. 233–236, nr 163
- Do Ferdynanda I, dat. w Dukli 30 listopada 1534, oraz jego odpowiedź, dat. w Wiedniu 15 grudnia 1534; fragm. pierwszego listu ogł. W. Pociecha „Królowa Bona (1494-1557). Czasy i ludzie Odrodzenia”, t. 4, Poznań 1958, Poznańskie Towarzystwo Przyjaciół Nauk, Wydział Historii i Nauk Społecznych, s. 375, przyp. 118; rękopis w Haus-, Hof- und Staatsarchiv w Wiedniu, sygn. Polonica fasc. II (1533-1534), fol. 46-47, 51
- List do Ferdynanda I, dat. 26 sierpnia 1542; rękopis w Haus-, Hof- und Staatsarchiv w Wiedniu, sygn. Polonica fasc. II (1533-1534), fol. 181-182 (wiadomość podaje K. Dobrowolski „Zagadnienie metodologii nauki w Polsce epoki Odrodzenia”), Odrodzenie w Polsce. Materiały Sesji Naukowej PAN 25–30 października 1953 r., t. 2: Historia nauki, cz. 1, Warszawa 1956, s. 264, przyp. 77
- Korespondencja z księciem pruskim Albrechtem z lat 1544–1546, wyjątki wyd. W. Bogatyński „Hetman Tarnowski. 1488-1561”, Przegląd Polski 1913, t. 189, s. 200 nn.; odb. Lwów 1914; rękopisy znajdowały się w Archiwum w Królewcu
- List do S. Hozjusza, dat. w Sandomierzu 5 marca 1549; od S. Hozjusza, dat.: 25 maja 1555 i 18 października 1556; wyd. F. Hipler, W. Zakrzewski „Stanislai Hosii... epistolae”, t. 1, Kraków 1879, Acta Historica Res Gestas Poloniae Illustrantia, t. 4, nr 312; t. 2, Kraków 1886-1888, nr 1408, 1681
- Do Zygmunta Augusta, dat. w Wiewiórce 24 stycznia 1556; do Jana Przerembskiego, dat. w Wiewiórce 24 stycznia 1556; wyd. Kwartalnik Naukowy, t. 3 (1836), s. 336–341
- Do H. Bullingera, dat. w Tarnowie 12 maja 1559; do duchownych miasta Zurychu, dat. w Tarnowie 13 maja 1560; od C. Curiona, dat. w Bazylei w sierpniu 1555; wyd. T. Wotschke „Der Briefwechsel der Schweizer mit den Polen”, Archiv f. Reformationsgeschichte, Ergänzungsband 3 (1908), s. 31–32, 91, 103-107
- Korespondencja z J. Kalwinem z lat 1555–1560, wyd. W. Baum, E. Cunitz, E. Reuss „Joannis Calvini Opera”, t. 15-18, Brunszwik 1876-1877, Corpus Reformatorum, t. 43-46
- Do J. Kalwina, dat. w Tarnowie 3 marca 1560, wyd. S. Kot „J. Tarnowskiego zerwanie z Kalwinem”, Reformacja w Polsce 1921, s. 66
- Listy z lat 1514–1533 od: Franciszka de Frangepanibusa – arcybiskupa, A. Krzyckiego, Hieronima Łaskiego – wojewody sieradzkiego, Jana Statiliusa – prepozyta budeńskiego, P. Tomickiego, Zygmunta Starego; wyd. Acta Tomiciana, t. 3 (1853) – t. 16, cz. 1-2 (1961) passim.
- 3 listy do Zygmunta Herbersteina, rękopis; Nemzeti Muzeum w Budapeszcie, sygn. Fol. Lat. 258 (wiadomość podają K. Lepszy, J. Tazbir „Poszukiwania naukowe na Węgrzech”), Kwartalnik Historyczny 1957, nr 2
- Od S. Orzechowskiego, dat.: w Sanoku 26 maja 1548; (w Lścinie) 28 lutego 1551; wyd. J. Korzeniowski „Orichoviana”, t. 1, Kraków 1891, BPP nr 19, s. 118–120, 360-365
- Deklaracja podatkowa z 31 października 1552, wyd. T. Wierzbowski Materiały do dziejów piśmiennictwa polskiego, t. 1, Warszawa 1900, s. 95
- Dokumenty dot. spraw majątkowych, zob.: Katalog dokumentów Biblioteki Zakładu Narodowego im. Ossolińskich, cz. 1; oprac. A. Fastnacht, Wrocław 1953; listy w rękopisach Biblioteki Jagiellońskiej, nr: 154, 1140 i w Archiwum w Królewcu.

### Utwory o autorstwie niepewnym
- Rada sprawy wojennej, powst. najprawdopodobniej zimą 1555/1556, wyd. w: Collectanea vitam resque gestas J. Zamoiscii... illustrantia, wyd. A. T. Działyński, Poznań 1861, s. 233–265; przedr. Zamość 1937 (S. Herbst przeczy autorstwu J. Zamoyskiego; za autora uważa J. Tarnowskiego; twierdzi też, że utwór jest inną redakcją traktatu z roku 1558, zob. Consilium rationis bellicae; autorstwo prawdopodobne zdaniem S. Kutrzeby)
- Króla Zygmunta Augusta porządek praw rycerskich wojennych, powst. 1557, ogł. S. Kutrzeba „Polskie ustawy i artykuły wojskowe od XV do XVIII wieku”, Kraków 1939, PAU Archiwum Komisji Historii Wojskowej nr 3, s. 38–39 (zob. także: Artykuły wojenne, De bello cum iuratissimis Christianae fidei hostibus Turcis gerendo disputatio sapientissima; uwaga: przypisywane J. Tarnowskiemu Księgi o gotowości wojennej są dziełem Stanisława Łaskiego), podobiznę autografu (fragmenty listu) podał H. Biegeleisen Ilustrowane dzieje literatury polskiej, t. 3, Wiedeń (1901), s. 125.

## Przodkowie
Jan Amor Tarnowski jest w szóstym pokoleniu potomkiem z linii męskiej Spycimira Leliwity.
1. Jan Amor Tarnowski herbu Leliwa, hrabia Świętego Imperium Rzymskiego
2. Jan Amor Iunior Tarnowski herbu Leliwa
3. Jan z Tarnowa herbu Leliwa
4. Jan z Tarnowa herbu Leliwa
5. Rafał z Tarnowa herbu Leliwa
6. Spycimir Leliwita herbu Leliwa, pierwotnie Lubomla

## Drzewo
| Iwan Ostrogski ∞ Maria Bielska                                                                    | Semen Holszański ∞ Anastazja Zbaraska (Nieświcka)                                                 | Jan Tarnowski ∞ Barbara                                             | Szydłowiecki ∞ X                                                    | Jakub Kostka ∞ Anna Rokus von Sehfelden                             | von Eulenburg ∞ X                                                   | Jan Odrowąż ∞ Anna Jarosławska-Tarnowska                              | Konrad III ∞ Anna Radziwiłłówna                                       |
| Konstanty Ostrogski (1460-1530) herbu Ostrogski ∞ Tatiana Holszańska (+1521) herbu Hippocentaurus | Konstanty Ostrogski (1460-1530) herbu Ostrogski ∞ Tatiana Holszańska (+1521) herbu Hippocentaurus | Jan Amor Tarnowski (1488–1561) herbu Leliwa ∞ Zofia Szydłowiecka    | Jan Amor Tarnowski (1488–1561) herbu Leliwa ∞ Zofia Szydłowiecka    | Stanisław Kostka (1487–1555) herbu Dąbrowa ∞ Elżbieta von Eulenburg | Stanisław Kostka (1487–1555) herbu Dąbrowa ∞ Elżbieta von Eulenburg | Stanisław Odrowąż (+1545) herbu Odrowąż ∞ Anna mazowiecka (1498–1557) | Stanisław Odrowąż (+1545) herbu Odrowąż ∞ Anna mazowiecka (1498–1557) |
| Konstanty Wasyl Ostrogski (1526–1608) ∞ Zofia Tarnowska (1534–1570)                               | Konstanty Wasyl Ostrogski (1526–1608) ∞ Zofia Tarnowska (1534–1570)                               | Konstanty Wasyl Ostrogski (1526–1608) ∞ Zofia Tarnowska (1534–1570) | Konstanty Wasyl Ostrogski (1526–1608) ∞ Zofia Tarnowska (1534–1570) | Jan Kostka (1529–1581) ∞ Zofia Odrowążówna (1540–1580)              | Jan Kostka (1529–1581) ∞ Zofia Odrowążówna (1540–1580)              | Jan Kostka (1529–1581) ∞ Zofia Odrowążówna (1540–1580)                | Jan Kostka (1529–1581) ∞ Zofia Odrowążówna (1540–1580)                |
| Aleksander Ostrogski (1570−1603) ∞ Anna Kostczanka (Kostka) (1575−1635)                           |                                                                                                   |                                                                     |                                                                     |                                                                     |                                                                     |                                                                       |                                                                       |

## Upamiętnienie
Imię hetmana Tarnowskiego noszą I Społeczne LO w Tarnobrzegu, II LO w Tarnowie, Szkoła Podstawowa w Tarnowcu, 3 Lubelska Drużyna Harcerzy "Bastion", 33 Wojskowy Oddział Gospodarczy w Nowej Dębie, Fundacja im. Hetmana Jana Tarnowskiego z siedzibą w Tarnowie, ulica i rondo w Tarnowie, ulice w Częstochowie, Jarosławiu, Kielcach, Kołobrzegu, Żywcu. Piętrowy pomnik nagrobny hetmana Jana Tarnowskiego i jego syna Jana Krzysztofa (zm. 1567) autorstwa Giovanniego Marii Padovana znajduje się w tarnowskiej bazylice katedralnej, a współczesny pomnik – w parku im. Henryka Jordana w Krakowie.